# 2020년 러시아-사우디아라비아 유가 전쟁

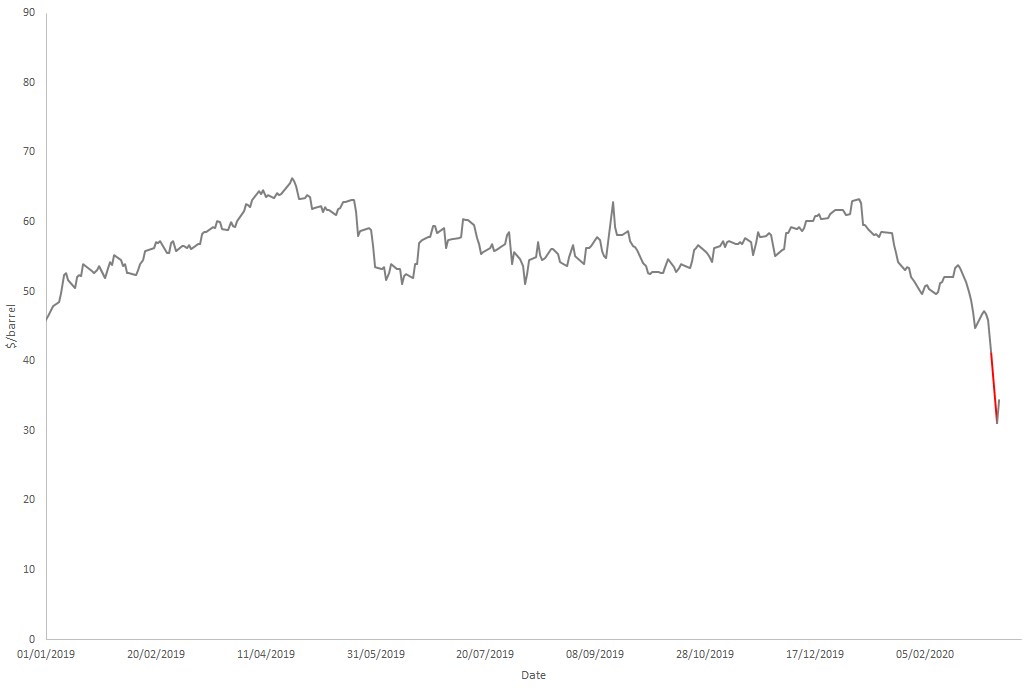
2019년부터 2020년 3월 10일까지의 서부 텍사스 중질유(WTI) 가격 추이. 검은 월요일 당시 하락치는 빨간색으로 표시되어 있다.

러시아-사우디아라비아 유가 전쟁은 2020년 3월 8일 석유 생산량 감산 합의 실패로 촉발된 러시아와 사우디아라비아 간의 가격 전쟁이다. 이 갈등으로 3월 8일 하루에만 서부 텍사스 중질유(WTI) 가격이 34%, 브렌트유 가격이 24% 폭락하였다. 코로나바이러스감염증-19의 유행으로 여행 수요와 공장 운영이 급감하자 석유 수요에도 큰 영향을 미쳐 유가가 하락하였는데, 이에 따라 연초부터 원유 가격이 30% 이상 하락하는 등 유가가 폭락한 상태였다. 하지만 감산 협상 중인 3월 8일, 러시아와 사우디아라비아 간 감산 협상이 결렬됨에 따라 사우디아라비아는 원유 생산량을 증산하고 아시아, 북미, 유럽 고객들에게 4월물부터 배럴당 6-8달러 씩 할인된 가격에 판매할 것이라고 발표했다. 발표 전까지도 이미 연초에 비해 유가는 30% 이상 하락한 상태였으나 사우디의 발표 이후 추가로 30% 이상 유가가 더 하락하였다.
에너지 전문가 밥 맥널리는 "이는 1930-31년 엄청난 수요 감소와 함께 맞이하게 된 공급충격 이후 처음이다"라고 말했다. 맥널리는 1930년대 동부 택사스 유전으로 생긴 텍사스 오일 붐과 대공황 시기 국제 무역 붕괴를 가져온 스무트-헐리 관세법이 수요감소와 공급충격에 해당한다고 말했다. 러시아-사우디아라비아 간 유가전쟁으로 미 증시가 급락했으며 특히 미국 내 셰일 오일 사업자에게 큰 충격을 가져왔다.

## 같이 보기
- 2020년 주가 대폭락
- 러시아-사우디아라비아 관계